# Gęśnica brzoskwiniowa
Gęśnica brzoskwiniowa (Rugosomyces persicolor (Fr.) Bon) – gatunek grzybów z rodziny kępkowcowatych (Lyophyllaceae).

## Systematyka i nazewnictwo
Pozycja w klasyfikacji według Index Fungorum: Calocybe, Lyophyllaceae, Agaricales, Agaricomycetidae, Agaricomycetes, Agaricomycotina, Basidiomycota, Fungi.
Po raz pierwszy takson ten zdiagnozował w 1792 r. Elias Fries jako odmianę gęśnicy fiołkowej Agaricus ionides var. persicolor). W 1962 r. Rolf Singer przeniósł  go do  rodzaju Calocybe jako Calocybe persicolor. Obecną, uznaną przez Index Fungorum nazwę nadał mu w 1991 r. Marcel Bon, przenosząc go do rodzaju Rugosomyces.
Niektóre synonimy:
- Calocybe carneola (P. Karst.) Kühner 1938
- Calocybe persicolor (Fr.) Singer 1962
- Calocybe persicolor (Fr.) Singer 1943
- Lyophyllum persicolor (Fr.) Contu 2000
- Lyophyllum persicolor (Fr.) Malençon & Bertault 1975
- Tricholoma carneolum P. Karst. 1876
- Tricholoma carneum var. persicolor (Fr.) Park.-Rhodes 1951
- Tricholoma ionides var. persicolor (Fr.) P. Karst. 1879
- Tricholoma persicolor (Fr.) Sacc. 1887

Nazwę polską zaproponował Władysław Wojewoda w 2003 r. Po przeniesieniu do rodzaju Rugosomyces nazwa ta jest niespójna z nazwą naukową. 

## Morfologia
Kapelusz
Średnica 2–2,5 cm, początkowo lekko wypukły, potem płasko rozpostarty z podwiniętym brzegiem. Powierzchnia o barwie od różowawej do jasnobrązowej, sucha, gładka. 
Blaszki
Cienkie, białe z różowawym odcieniem.
Trzon
Wysokość 3–3,5 cm, grubość 0,5 cm, cylindryczny, włóknisty, nieco jaśniejszy od kapelusza.
Miąższ
Smak mączny, zapach nieprzyjemny.
Cechy mikroskopowe
Zarodniki 4,5–6 × 2–3 µm, elipsoidalne, gładkie, szkliste,  Cystyd brak. Podstawki 15,5–17,5 × 4,5–6 µm, maczugowate, 4–sterygmowe ze sprzążkami. Strzępki w skórce kapelusza nieregularnie nabrzmiałe, niektóre ze sprzążkami na septach.

## Występowanie i siedlisko
Znane jest występowanie gęśnicy brzoskwiniowej w niektórych krajach Europy. W 2019 r. podano nowe jej stanowiska w Turcji. W Polsce gatunek rzadki o nieznanym rozprzestrzenieniu. W piśmiennictwie naukowym do 2003 r. podano tylko dwa stanowiska.
Okazy znalezione w Polsce rosły na ziemi w parkach miejskich (Warszawa, Łódź). W Turcji notowana wśród traw w parku, ogrodzie i na łące.